# Wayde van Niekerk
Wayde van Niekerk, född 15 juli 1992, är en sydafrikansk friidrottare som tävlar i kortdistanslöpning. 
van Niekerk har sprungit 100 meter på 9,94 sekunder och 200 meter på 19,94.

## Karriär
Vid OS 2016 i Rio de Janeiro vann van Niekerk guld på 400 meter med tiden 43,03 sekunder och slog därmed Michael Johnsons världsrekord från VM i Sevilla 1999. På meritlistan finns också en VM-titel på 400 meter från VM 2015.
Vid olympiska sommarspelen 2020 i Tokyo blev van Niekerk utslagen i semifinalen på 400 meter efter ett lopp på 45,14 sekunder.